# David Paul
David Paul ( Hartford, Connecticut, 1957. március 8. – 2020. március 6.) amerikai színész, producer, televíziós személyiség és testépítő.

## Élete és pályafutása
Hartfordban (Connecticut) született. David az ikertestvérével, Peterrel együtt „Barbár fivérek” néven volt ismert, mivel mindketten a Barbár fivérek című 1987-es filmben szerepeltek.
Mindketten megjelentek a Knight Rider Drónok lovagja című epizódjában.
David és Peter kis szerepet játszott a Született gyilkosok című filmben, melyet Oliver Stone rendezett. A filmben Robert Downey Jr. karaktere interjút készített velük egy edzőteremben, ám a jelenetüket végül kivágták a filmből. A szerepük megtalálható a film rendezői változatában, amelyben Stone rendező, azt állítja a kivágott jelenetről: „túljátszották a szerepüket és ez az én hibám.”
David halálát ikertestvére, Peter Paul erősítette meg. David két nappal a 63. születésnapja előtt halt meg. A halál oka nem ismert, egyes források szerint álmában halt meg.

## Filmjei
| Év   | Magyar cím                           | Eredeti cím                | Szerep                         | Magyar hang          |
| ---- | ------------------------------------ | -------------------------- | ------------------------------ | -------------------- |
| 1983 | Simlis taxisok                       | D.C. Cab                   | Buzzy                          |                      |
| 1984 | Flamingókölyök                       | The Flamingo Kid           | Turk (stáblistán nem szerepel) | Hankó Attila         |
| 1987 | Barbár fivérek                       | The Barbarians             | Gore                           | Gesztesi Károly      |
| 1987 | Barbár fivérek                       | The Barbarians             | Gore                           | Széles László        |
| 1989 | Szellemles                           | Ghost Writer               | Marco                          | Gesztesi Károly      |
| 1989 |                                      | Think Big                  | Victor                         |                      |
| 1989 |                                      | The Road Raiders           | Black                          |                      |
| 1992 | Az iker bajjal jár                   | Double Trouble             | David Jade                     | Megyeri János        |
| 1994 | Született gyilkosok (törölt jelenet) | Natural Born Killers       | Norman Hun                     |                      |
| 1994 | Óvóbácsik                            | Twin Sitters               | David Falcone                  | Szabó Sipos Barnabás |
| 2005 |                                      | Souled Out                 | Ace Stevens                    |                      |
| 2013 |                                      | Faith Street Corner Tavern | önmaga                         |                      |